# 쇠뇌
쇠뇌(영어: crossbow) 혹은 노(중국어: 弩)는 활을 나무 막대 위에 올려 몇 가지 장치를 통해 보통의 활보다 긴 사정거리와 강한 관통력을 가지도록 개량한 무기이다. 활보다 장전하는 데 시간이 오래 걸려 연사력은 떨어진다. 동서양을 막론하고 중세 시대 동안 주요 원거리 공격 무기로 쓰였으나, 후에 개발된 화승총에 밀려났다. 그러나 현대에도 사냥용으로 쓰이며, 무기의 소음이 적어 특수부대의 무기로 활용되고 있다.
쇠뇌를 석궁(石弓, bullet-shooting crossbow, stone bow)이라고 칭하는 경우가 있는데, 이것은 돌이나 납덩이를 쏘는 서양의 탄궁이 쇠뇌와 구조가 유사하여 생긴 오류이다. 쇠뇌는 돌과는 아무 관계가 없다.
쇠뇌는 활의 화살보다 두껍고 짧은 쇠뇌살을 사용한다.

## 한국
삼국시대 이전부터 사용된 흔적이 보인다. 평남 강서군(江西郡) 태성리(台成里)의 15호 토광묘(土壙墓), 황해도 은파군(銀波郡) 갈현리(葛峴里) 부조예군(夫租　君) 무덤 등 낙랑유적지에서 출토된 발사장치 아(牙)?살촉 등에서 그 초창기의 모습을 짐작해 볼 수 있다. 다만 이들 유물이 B.C 2～B.C 1세기의 낙랑유적에 집중되고 있어 한반도에서 제작한 것이었는지에 대해서는 불분명하다.
삼국시대에 들어서는 신라군의 부대편성을 전한 {삼국사기(三國史記)}의 직관지(職官志) 무관조(武官條)에 "노당(弩幢)"의 기록이 보이며, {주서(周書)}의 고려전(高麗傳)에 고구려가 보유한 병기를 설명하면서 "노(弩)"를 언급하여, 고구려와 신라에서 쇠뇌를 전투무기로서 사용하였음을 알 수 있다. 백제의 경우, 자료나 유물이 전해지지 않으나 고구려?신라처럼 사용하였을 것으로 믿어진다. 또한 삼국사기에는 당(唐)이 신라의 노사(弩師) 구진천(仇珍川)을 데려가 쇠뇌를 제작케 하였다는 기록이 있어, 신라의 쇠뇌 기술이 뛰어났음을 알 수 있다.
이외에도 성(城)위에 배치하였다는 포노(砲弩)나 이동식 대형 쇠뇌로 여겨지는 거노(車弩) 등의 사용 사례를 전하고 있어 다양한 전투양상에 알맞은 전투무기로 개발하여 사용하고 있었음을 알 수 있다. {삼국사기(三國史記)}에 따르면, 558년 2월 나마 신득(身得)이 포노를 만들어 바치니 그것을 국원성(國原城 : 충청북도 충주시) 위에 설치하였다.
이러한 쇠뇌의 기술과 기능은 고려시대에도 계승되어 주요한 전투무기로서 사용되었음을 {고려사(高麗史)}의 여러 기록에서 찾아볼 수 있다. 조선시대에는 조선시대의 쇠뇌로는 수노기와 궐장노(蹶張弩) 등이 있는데,
다양한 형태의 쇠뇌가 사용되었는데, 임진왜란 3대첩의 하나인 행주대첩에서 비격진천뢰 등과 함께 쇠뇌를 사용했다는 기록이 전한다. 또 조선 후기 정조(正祖)가 신도시로 건설한 경기도 수원 화성에는 쇠뇌를 쏠 수 있는 누대(樓臺:서장대와 서노대)가 따로 세워질 정도로 전투에서 중요하게 쓰였던 무기임을 알 수 있다.

## 유럽
유럽에서의 쇠뇌의 기원은 오래전 고대 그리스 시대로 거슬러 올라간다. 알렉산드리아의 헤론이 기록한 ‘가스트라페테스(gastraphetes)’가 그 기원이라고도 한다. 꼬리 부분에 둥근 대가 달려 있어서 끝을 지면 등의 딱딱한 곳에 댄 뒤 구부러진 대를 배에 대고 조정하는 사람의 무게로 현을 당기는 구조로 되어 있다. 그래서 가스트라페테스, 즉 ‘배에 대는 기구’라는 이름으로 불렀다. 하지만 이것이 나중에 쇠뇌로 발전되었는지는 확실치 않다.
이처럼 유럽에서 사용된 쇠뇌의 기원은 여러 가지 설이 있다. 4세기경에는 사냥에 사용되었다고도 한다. 하지만 그로부터 7세기가 흐른 1066년에 노르만족이 그레이트브리튼섬을 침공했을 때 사용했다는 것은 사실이며 그 이후로 많은 기록이 남겨졌다. 노르만족은 쇠뇌를 군사용뿐만 아니라 스포츠에도 사용했지만 전쟁이 끊이지 않고 계속된 그 시대에 쇠뇌의 위력은 절대적이었다.
무기의 위력이 그리스도인에게는 어울리지 않는 잔혹한 무기로 여겨져 교황 인노첸시오 2세는 사용을 금지했다. 하지만 대조적으로 신성로마제국의 콘라트 3세는 자신이 통치했던 시대(1138년 ~ 1152년)에 쇠뇌를 정식 무기로 채택했다. 쇠뇌를 소지한 병사가 실전에 임한 것은 제3차 십자군 원정 때인데, 사자심왕 리처드 1세가 이끄는 군대는 무슬림 전사들을 쏘기 위해 이 무기를 소지했다. 리처드 1세가 죽고 난 후 쇠뇌는 장궁의 등장과 더불어 잉글랜드에서는 공성무기가 되었으며 다른 유럽의 나라에 적잖이 전파되었다.
무기로서의 쇠뇌의 수명은 15세기경까지였고, 그 후에는 사냥과 스포츠에서 사용되었다. 16세기 이후 사냥과 스포츠에 사용된 쇠뇌는 그다지 클 필요가 없어 경량화되었고, 더욱 다루기 쉽게끔 변해갔다.

## 종류

지렛대를 당기는 방식
지렛대를 누르는 방식
톱니바퀴식
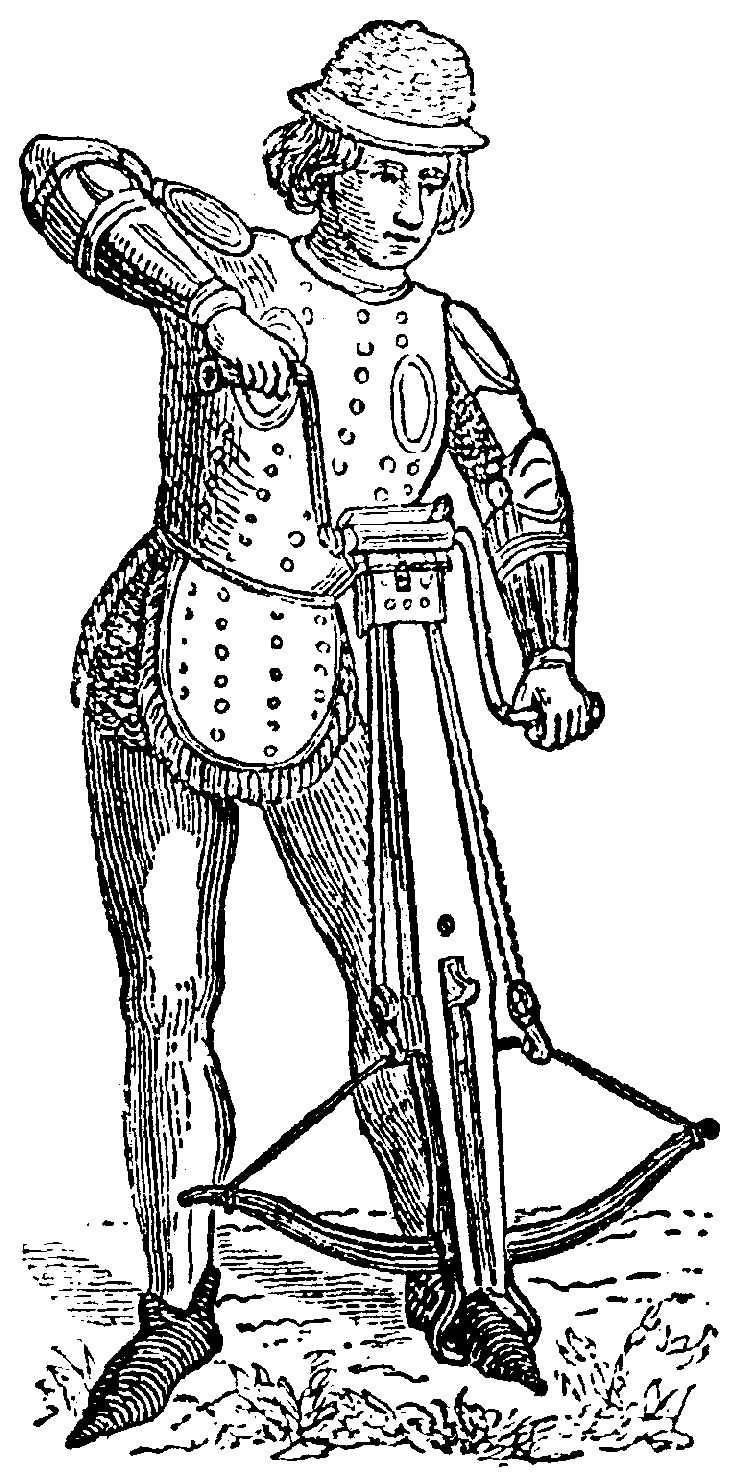
권양기식
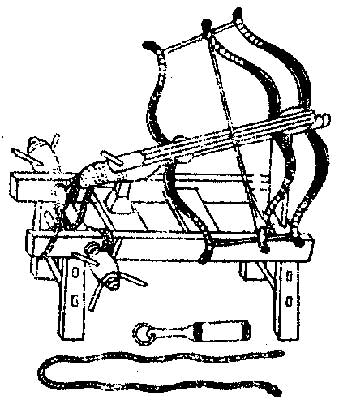
고정 권양기식(중국의 상자노)
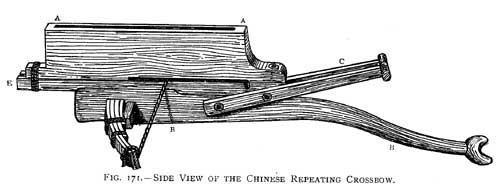
지렛대를 당기는 방식의 연발 자동장전 석궁
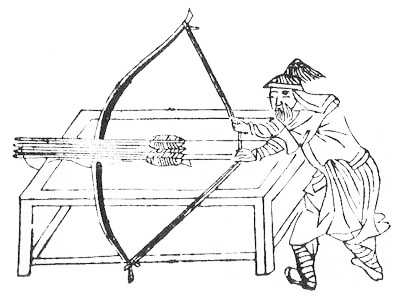
연노 (連弩, 복합 발사식 쇠뇌, 너트와 공이치기가 없음)

※이외에도 방아쇠를 당기는 방식의 쇠뇌 등도 있다.

## 같이 보기
- 활
- 쇠뇌의 역사
- 쇠뇌의 종류
  - 가스트라페테스
  - 궐장노
  - 나인
  - 노궁
  - 등자노
  - 상자노
  - 수노궁
  - 신비궁
  - 아버리스트
  - 아콰르
  - 연노
  - 오오유미
  - 발리스타